# Burkhard Kommerell (Mediziner, 1927)
Burkhard Kommerell (* 23. Mai 1927 in Stuttgart; † 5. Juli 1995 in Heidelberg) war ein deutscher Arzt für Innere Medizin, der sich auf Gastroenterologie, Hepatologie und Infektionskrankheiten spezialisiert hatte.

## Leben
Burkhard Kommerell studierte nach dem Zweiten Weltkrieg Medizin und 1952 schloss er das Studium mit der Promotion an der Ludwig-Maximilians-Universität München ab. Nach der Pflichtassistentenzeit wurde er 1954 Assistenzarzt bei Kurt Beckmann in der Medizinischen Klinik am Städtischen Krankenhaus Stuttgart-Bad Cannstatt. Diese Aufgabe hatte er ab 1956 bei Bekmanns Nachfolger Gotthard Schettler. Seit 1959 war er Oberarzt. 1961 wechselte er zusammen mit Schettler an die II. Medizinische Klinik der Freien Universität Berlin. 1962 habilitierte er sich dort und folgte Schettler 1963 an die Ludolf-Krehl-Klinik (d. h. Medizinische Klinik) der Ruprecht-Karls-Universität Heidelberg. 1968 erhielt Kommerell dort eine außerplanmäßige Professur. 1970 wurde die Ludolf-Krehl-Klinik auf Kommerells Initiative etwas umstrukturiert, indem eine Abteilung für Gastroenterologie neu geschaffen wurde. Die Abteilungsleitung wurde ihm übertragen. 1972 wurde diese Abteilung in die Klinik für Innere Medizin IV (Schwerpunkt Gastroenterologie, Hepatologie und Infektionskrankheiten) der Universität Heidelberg umgestaltet. Gleichzeitig wurde Kommerell Ordinarius und bis 1994 war er Ärztlicher Direktor dieser Klinik. 1994 ging er in den Ruhestand.

### Wissenschaftliche Schwerpunkte
Zunächst befasste sich Kommerell experimentell mit Zusammenhängen zwischen Serumlipiden (dem Fett ähnelnde, wasserunlösliche Bestandteile des Blutes), Blutgerinnung und Veränderungen an den Blutgefäßen. Diese Fragestellung war Thema seiner Habilitationsarbeit Der Einfluß von Nahrungsfetten auf die Blutlipide und die Blutgerinnung. Seit seinem Wechsel nach Heidelberg 1972 standen für ihn hepatologische und gastroenterologische Themen im Vordergrund; so beschäftigte er sich vornehmlich mit den entzündlichen Lebererkrankungen, insbesondere mit den infektiösen Hepatitiden und deren Folgezuständen, sowie mit der Leberzirrhose und dem Leberkoma. Weitere Forschungsarbeiten bezogen sich auf die Wirkungen der Gallensäuren sowie auf die Primär Sklerosierende Cholangitis und die Primär biliäre Zirrhose.

### Vorsitzender der DGVS
Burkhard Kommerell war im Jahre 1991 Vorsitzender (für dieses Amt wird man in dieser Gesellschaft für ein Jahr gewählt) und im Jahre 1992 stellvertretender Vorsitzender der Deutschen Gesellschaft für Gastroenterologie, Verdauungs- und Stoffwechselkrankheiten. Während seiner Präsidentschaft stieg die Zahl der Mitglieder bis Ende 1991 auf 1650 an. Dadurch nahm der Verwaltungsaufwand deutlich zu, so dass die organisatorische Arbeit mit den bisherigen Mitteln nicht mehr zu bewältigen war und dass nach neuen Lösungen gesucht werden musste. Ein weiteres Problem bestand in der erheblichen Zunahme der Vortragsanmeldungen, die von dem Selektionskomitee kaum zu bewältigen war.

## Veröffentlichungen
- Serumcholinesterase bei Asthma bronchiale, Urticaria, Polyarthritis, Thyreotoxikose und anderen Krankheiten. [München] 1952 [Doktorarbeit].
- Mit H.D. Berger: Über die Wirkung der Nahrungsfette auf die Blutgerinnung und ihre mögliche Bedeutung für die Arteriosklerose. „Klinische Wochenschrift“ 1958; 36, S. 795–800.
- Über den Nachweis der gerinnungsaktiven Wirkung von Clauden im Thrombokinasebildungstest. Lehmann, München 1960 (zunächst in: „Medizinische Wochenschrift“ München 102 (1960), Nr. 27).
- Der Einfluß von Nahrungsfetten auf die Blutlipoide und die Blutgerinnung. Berlin 1962 [Habilitationsarbeit].
- Beitrag über diätetische Maßnahmen. In: Leo Heinrich Strauss: Herzinfarkt und Angina pectoris : Ursache, Vorbeugung und Heilung. Frankfurt a. M. : Umschau Verlag 1963; 2. überarbeitete Aufl. 1968.
- Möglichkeiten und Grenzen der modernen Leberkoma-Therapie. Austauschtransfusion, Leberperfusion und Lebererstaz. In: Deutsche Medizinische Wochenschrift. 94, 1969, S. 2235–2240.
- Einführung zu: Rosemarie Franke: Moderne Diät bei Erkrankungen von Leber, Gallenblase und Gallenwegen : köstliche Rezepte mit praktischen Abwandlungen für die ganze Familie und mit Diätkompass. Gräfe und Unzer, München 1974, ISBN 3-7742-1615-0; 7. Aufl. 1985; 1. erw. Neuauflage 1987, ISBN 3-7742-2052-2; 2. erw. Neuaufl. 1988; 3. erw. Neuaufl. 1991.
- Mit Adolf Stiehl und Peter Czygan: Gastroenterologie und Hepatologie, Kohlhammer, Stuttgart 1987 (Buchbesprechung von Wolfgang Rösch in „Deutsches Ärzteblatt“ 1988/7).
- Mit K. Gmelin et al: Viral Hepatitis A and B in hemodialysed patients. In: „Klinische Wochenschrift“ 1980; 58, S. 365–370.
- (als Herausgeber:) Klinische Perspektiven von Somatostatin. V. Freiburger Kolloquium, 15. Mai 1982, Tübingen : Attempto-Verlag 1982, ISBN 3-921552-36-2; 2. Auflage 1983.
- (als Herausgeber:) Fortschritte in der inneren Medizin. Prof. Dr. Dr. h.c. mult. Gotthard Schettler zum 65. Geburtstag; mit 160 Tabellen, Berlin [u. a.] : Springer 1982, ISBN 3-540-11129-8 bzw. 0-387-11129-8.
- (als Herausgeber unter Mitarbeit von Peter Czygan:) Gastroenterologie und Hepatologie. Kohlhammer, Stuttgart [u. a.] 1987, ISBN 3-17-009204-9.
- Geleitwort zu: Richard Raedsch; Lorenz Theilmann: Hepatologie und Gallenwegserkrankungen. Kohlhammer, Stuttgart [u. a.] 1991, ISBN 3-17-010688-0.
- Mit A. Stiehl, P. Czygan: Gastroenterologie und Hepatologie, Stuttgart 1991.
- P. R. Galle, J. Hagelstein, B. Kommerell et al: In vitro experimental infection of primary human hepatocytes with hepatitis B virus. In: Gastroenterology. 106, 1994, S. 664–673.